# Eva Schloss

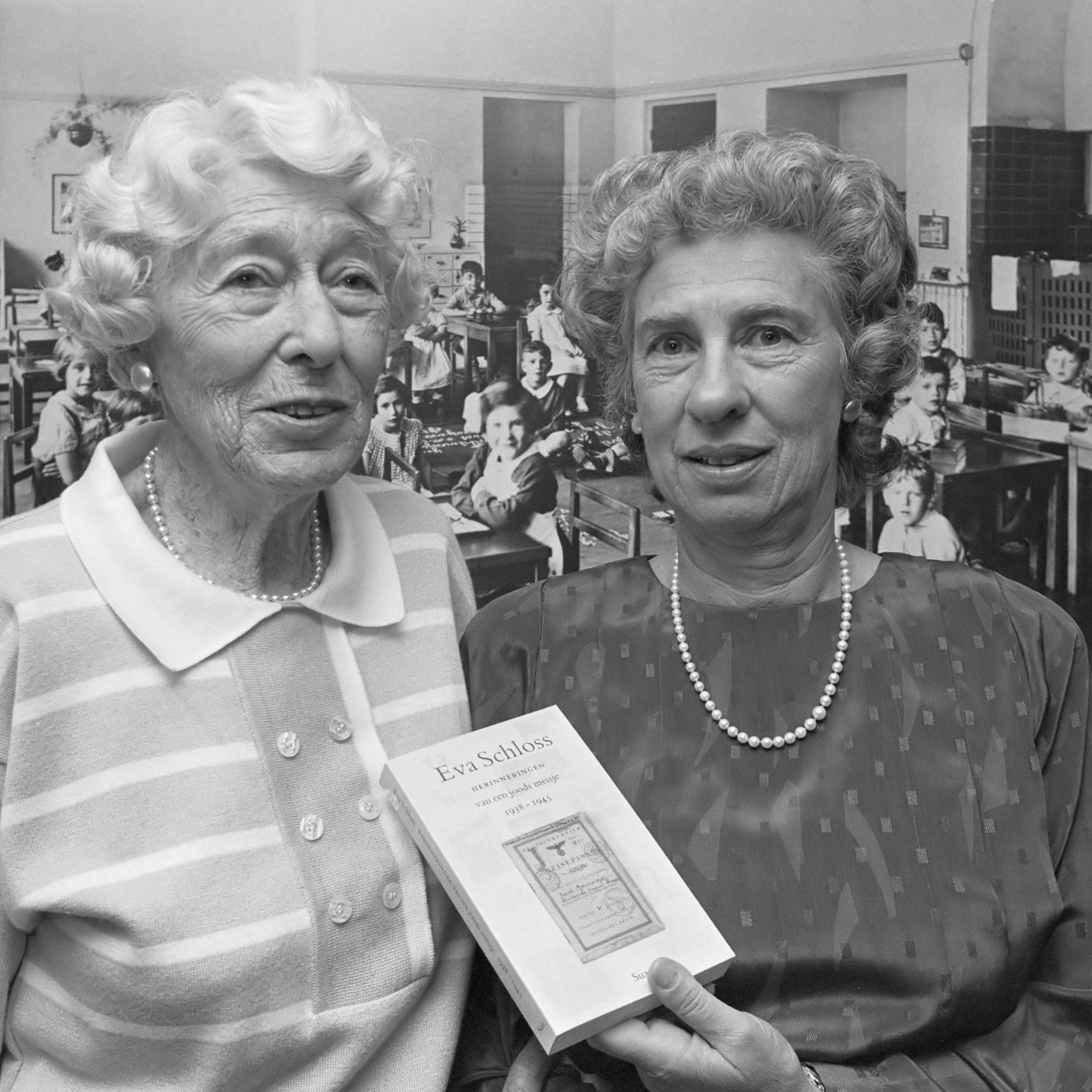
Eva Schloss (rechts) mit ihrer Mutter Elfriede (1989)

Eva Schloss (* 11. Mai 1929 in Wien als Eva Geiringer) ist eine Überlebende des Holocaust und wird durch die spätere Ehe von Anne Franks Vater Otto mit Evas Mutter als Anne Franks Stiefschwester benannt.

## Leben
Kurz nach dem Anschluss Österreichs an Deutschland im Jahr 1938 emigrierte die jüdische Familie Geiringer nach Belgien und schlussendlich in die Niederlande. Im Mai 1944 wurde sie verraten, von den Nationalsozialisten gefangen genommen und in das Konzentrationslager Auschwitz-Birkenau gebracht. Evas Vater und Bruder überlebten das Lager nicht, ihre Mutter und sie selbst wurden am 27. Januar 1945 von sowjetischen Truppen befreit. Anschließend kehrten beide wieder in die Niederlande nach Amsterdam zurück, wo Eva ihre schulische Ausbildung fortsetzte und anschließend Kunstgeschichte an der Universität von Amsterdam studierte. Ihre Mutter heiratete 1953 Otto Frank, den Vater von Anne Frank. Zu Anne Frank selbst hatte sie keinerlei Kontakt. In Eva Schloss’ Autobiografien Evas Geschichte und Amsterdam 11. Mai 1944. Das Ende meiner Kindheit ist dies anders dargestellt. Dort heißt es, dass die Familien Frank und Geiringer in Amsterdam im Häuserblock gegenüber auf der gleichen Etage wohnten. Eva sei ab und zu in der Frankschen Wohnung gewesen und beschreibt, auch in einem Interview mit Spiegel online, übliche Kontakte zu dem fast gleichaltrigen Nachbarsmädchen.
Eva Schloss berichtet in Bildungseinrichtungen über ihre Erlebnisse im Holocaust. Für ihren Einsatz zeichnete die Northumbria University Eva Schloss 2001 mit der Ehrendoktorwürde aus.
Eva Schloss war Mitgründerin des Anne Frank Trust in Großbritannien.
1989 wurde ihre erste Autobiographie Eva’s Story veröffentlicht. 1995 erschien mit Dear Anne Frank ihr Buch über die Stiefschwester. Ein zweites Buch über ihre Zeit in und nach Auschwitz erschien im Februar 2014 unter dem Titel After Auschwitz. James Still beschrieb ihre Erfahrungen als junge verfolgte Jüdin in dem Schauspiel And Then They Came for Me – Remembering the World of Anne Frank.
Eva Schloss hat drei Töchter. Ihr Mann, Zvi Schloss, starb am 3. Juli 2016.
2021 nahm sie im Alter von 92 Jahren wieder die österreichische Staatsbürgerschaft an und erhielt bei dieser Gelegenheit das  Goldene Ehrenzeichen für Verdienste um die Republik Österreich.

## Werke (auf Deutsch)
- Evas Geschichte (mit Evelyn Julia Kent). Heyne, München 1991; Brunnen, Gießen 2014, ISBN 978-3-7655-4250-3
- Amsterdam 11. Mai 1944. Das Ende meiner Kindheit. Eckhaus, Weimar 2015[7]

## Film
- 2020: Menschen & Mächte: Anne Franks Wiener Stiefschwester. Das Mädchen, das überlebte[8]